# That Girl Montana
That Girl Montana é um filme mudo do gênero faroeste produzido nos Estados Unidos e lançado em 1921.